# Кубок Ліхтенштейну з футболу 2009—2010
Кубок Ліхтенштейну з футболу 2009–2010 — 65-й розіграш кубкового футбольного турніру в Ліхтенштейні. Титул здобув Вадуц.

## Календар
| Раунд        | Дата               | Матчі | Клуби   |
| ------------ | ------------------ | ----- | ------- |
| Перший раунд | 18-19 серпня 2009  | 6     | 18 → 12 |
| Другий раунд | 15-23 вересня 2009 | 4     | 12 → 8  |
| 1/4 фіналу   | 20-28 жовтня 2009  | 4     | 8 → 4   |
| 1/2 фіналу   | 6 квітня 2010      | 2     | 4 → 2   |
| Фінал        | 13 травня 2010     | 1     | 2 → 1   |

## Перший раунд
| Команда 1       | Рахунок | Команда 2   |
| --------------- | ------- | ----------- |
| 18 серпня 2009  |         |             |
| Бальцерс III    | 5:1     | Вадуц III   |
| Ешен-Маурен II  | 3:2     | Трізен      |
| Руггелль II     | 2:4     | Трізен II   |
| 19 серпня 2009  |         |             |
| Трізенберг II   | 0:6     | Шан Аццуррі |
| Ешен-Маурен III | 4:6     | Вадуц-2     |
| Вадуц IV        | -:+     | Трізенберг  |

## Другий раунд
| Команда 1       | Рахунок | Команда 2      |
| --------------- | ------- | -------------- |
| 15 вересня 2009 |         |                |
| Шан Аццуррі     | 0:3     | Трізенберг     |
| Трізен II       | 0:3     | Бальцерс II    |
| 16 вересня 2009 |         |                |
| Вадуц-2         | 1:9     | Руггелль       |
| 23 вересня 2009 |         |                |
| Бальцерс III    | 0:6     | Ешен-Маурен II |

## 1/4 фіналу
| Команда 1      | Рахунок | Команда 2   |
| -------------- | ------- | ----------- |
| 20 жовтня 2009 |         |             |
| Бальцерс II    | 0:8     | Вадуц       |
| 21 жовтня 2009 |         |             |
| Ешен-Маурен II | 1:0     | Шан         |
| 27 жовтня 2009 |         |             |
| Руггелль       | 2:4     | Бальцерс    |
| 28 жовтня 2009 |         |             |
| Трізенберг     | 0:3     | Ешен-Маурен |

## 1/2 фіналу
| Команда 1      | Рахунок | Команда 2   |
| -------------- | ------- | ----------- |
| 6 квітня 2010  |         |             |
| Бальцерс       | 0:4     | Вадуц       |
| Ешен-Маурен II | 2:6     | Ешен-Маурен |

## Фінал
| 13 травня 2010 18:00 (UTC+2) |

| Вадуц       | 1:1 дч   | Ешен-Маурен  |
| ----------- | -------- | ------------ |
| Черроне 71' | Протокол | Клементе 56' |

| Райнпарк, Вадуц Арбітр: Марко Сперанда |

|                                         |     | Пенальті                                     |  |
| Черроне · Стукманн · Стегмаєр · Прошвіц | 4:2 | Штурценбергер · С.Бухель · Домузеті · Меметі |  |